# Joshua Bates (financista)

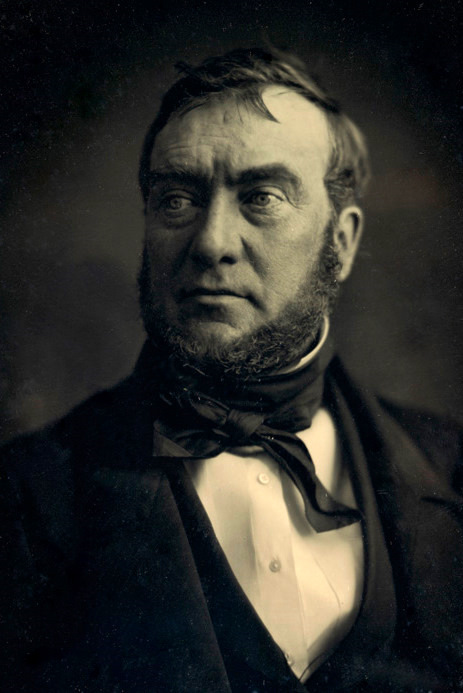
Daguerrotipo de Joshua Bates, circa 1850

Joshua Bates (1788-1864) fue un financista internacional que dividió su vida entre los Estados Unidos y el Reino Unido.

## Vida
Bates Nació en Comercial St., Weymouth, Massachusetts. Temprano en su carrera trabajó para William Gray, dueño de Gray's Wharf en Charlestown. En 1828 Bates se asoció con la gran casa de Baring Brothers & Co. de Londres, del cual finalmente se convirtió en socio mayoritario. 
124/5000
Fue el árbitro de la comisión convocada en 1853 para resolver las demandas de ciudadanos estadounidenses que surgieron de la Guerra de 1812.
En 1852 fundó la Biblioteca Pública de Boston donando $ 50 000 para ese propósito, con la disposición de que el interés del dinero se gastara en libros de valor permanente, y que la ciudad debería hacer la provisión adecuada para al menos 100 lectores. Luego, entregó 30 000 volúmenes a la institución, la sala principal ("Bates Hall"), lleva su nombre.
Bates se casó con Lucretia Augusta Sturgis (1787-1863); ella era la prima hermana del Capitán William F. Sturgis y de Nathaniel Russell Sturgis, ambos de Boston. Su hija Elizabeth Bates se casó con el primer ministro belga Sylvain Van de Weyer; su hija Eleanor Van de Weyer se casó con Reginald Baliol Brett, segundo vizconde Esher; y su hija, Sylvia Brett, se casó con Charles Vyner de Windt Brooke y se convirtió en la última Rani de Sarawak. Otra nieta de Bates, Alice Emma Sturgis van de Weyer, se casó con el Honorable Charles Brand (4.º hijo del Sr. Speaker Brand).
Bates fue prominente entre los estadounidenses expatriados en Londres en los años anteriores y durante la Guerra Civil, incluidos los diplomáticos Charles Francis y Henry Adams, y participó activamente en apoyo de la causa de la Unión. Como patrocinador de las artes, encargó lienzos de Thomas Cole, incluida una visión nostálgica de Boston, para su casa en Portland Place. La casa que construyó para su hija y yerno, New Place, estaba cerca de Windsor. Como representante de su tío Leopoldo I de Bélgica, también pariente cercano de Alberto de Sajonia Coburgo, Gotha, Sylvain y su encantadora esposa estadounidense eran populares entre Victoria y su corte.

## Galería de imágenes

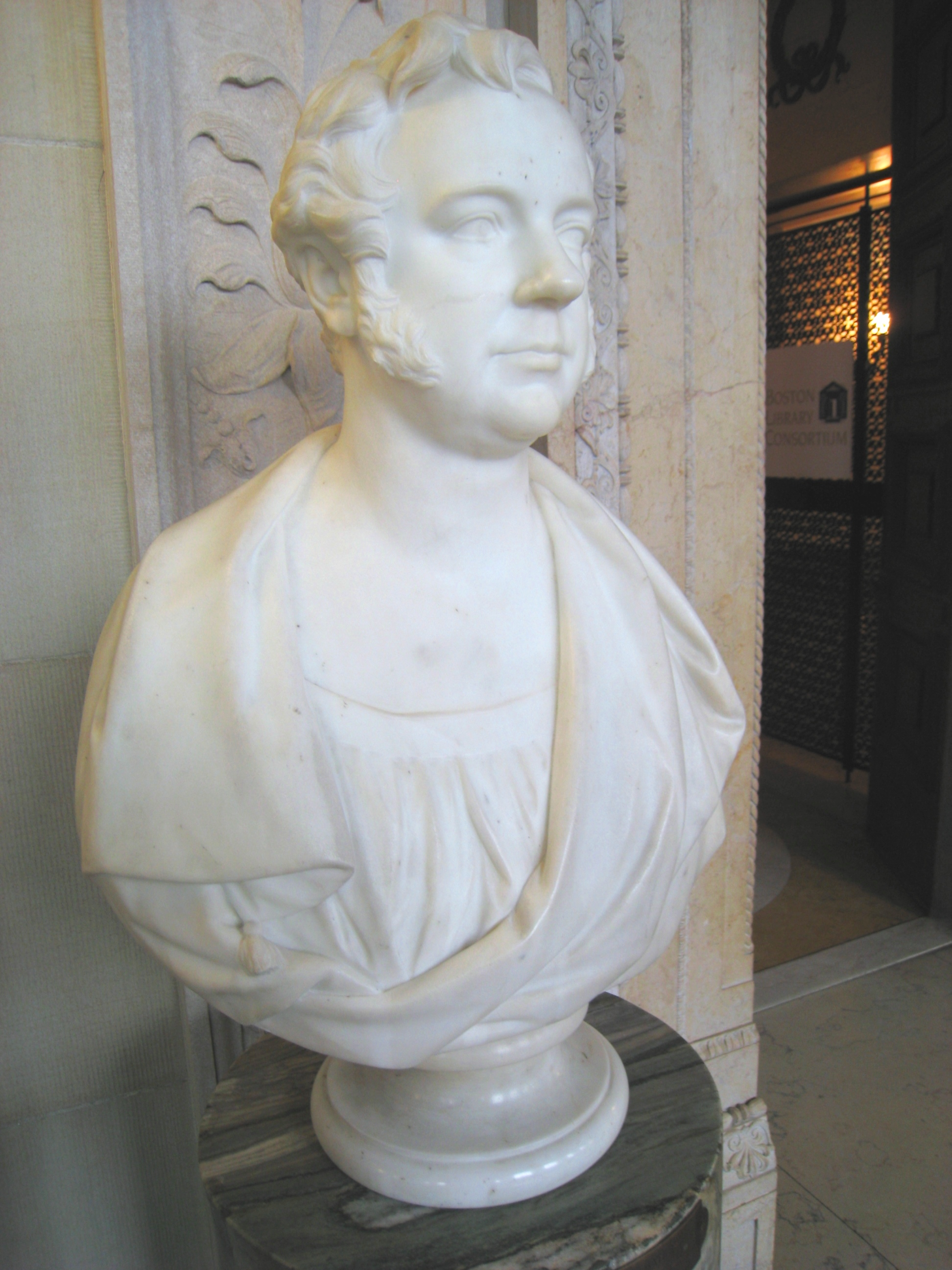
Busto de retrato de Bates, en la Biblioteca Pública de Boston
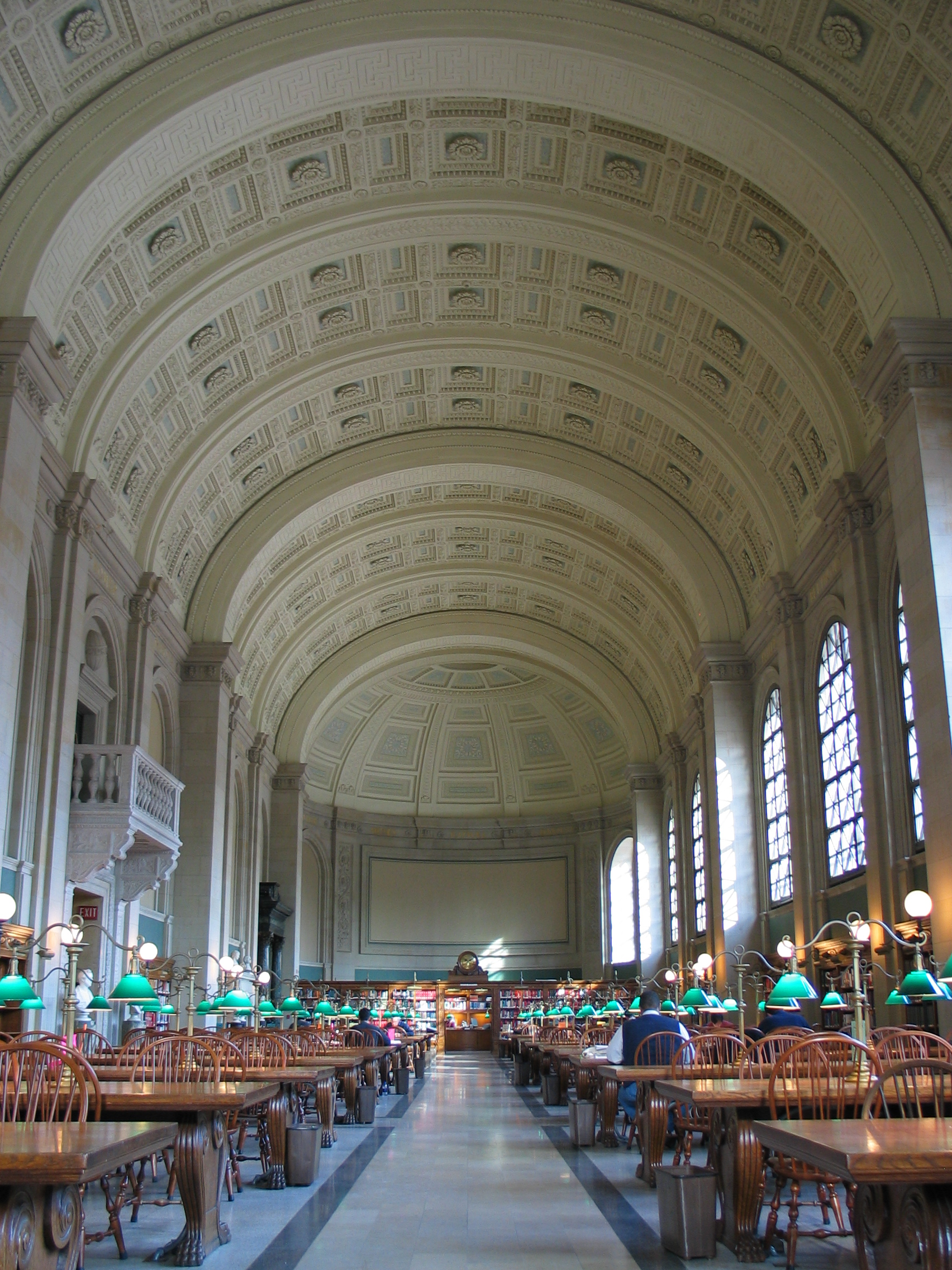
Bates Hall, edificio McKim, Biblioteca Pública de Boston, nombrado así en honor a Bates.
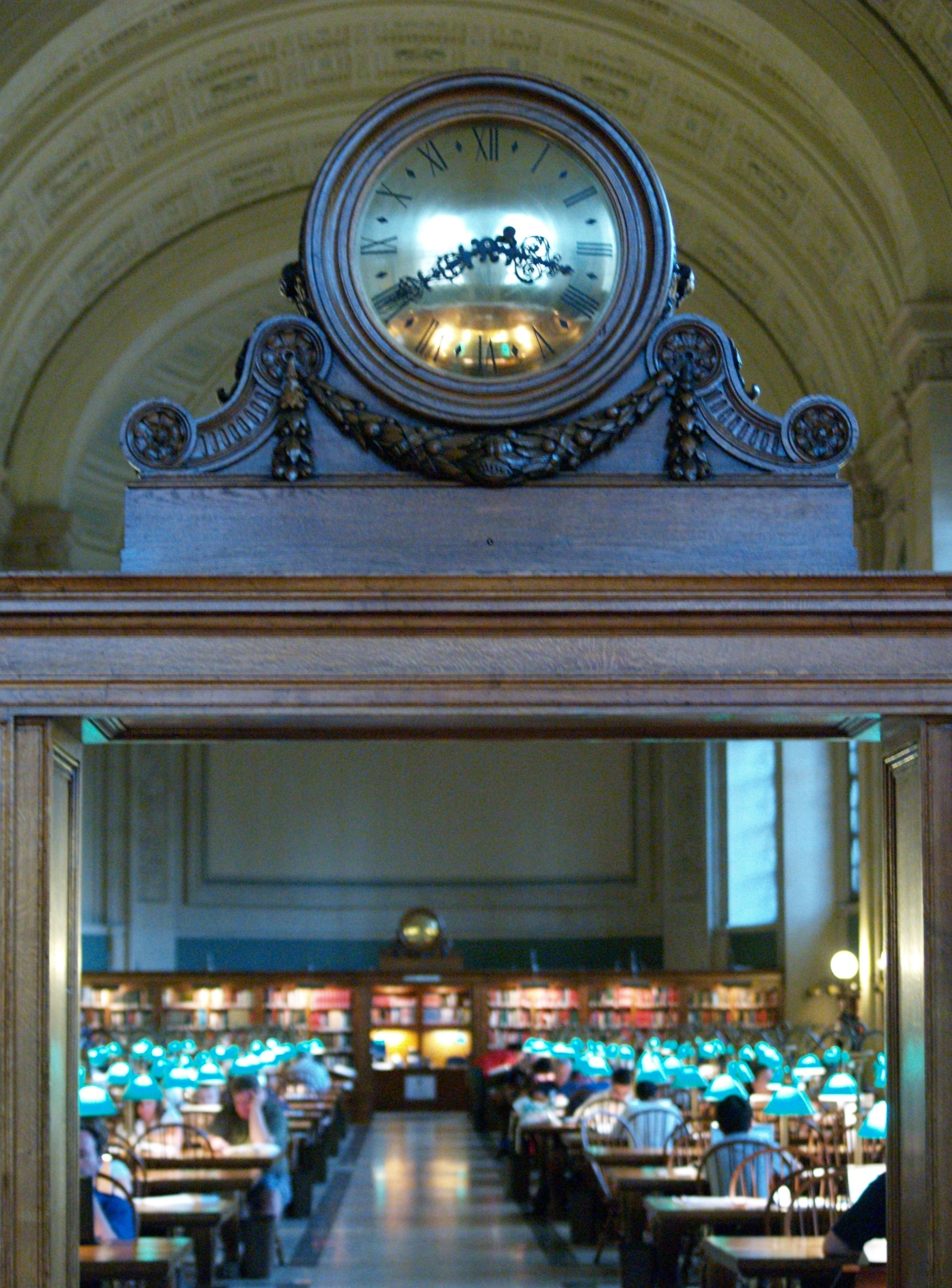
Bates Hall, edificio McKim, Biblioteca Pública de Boston.
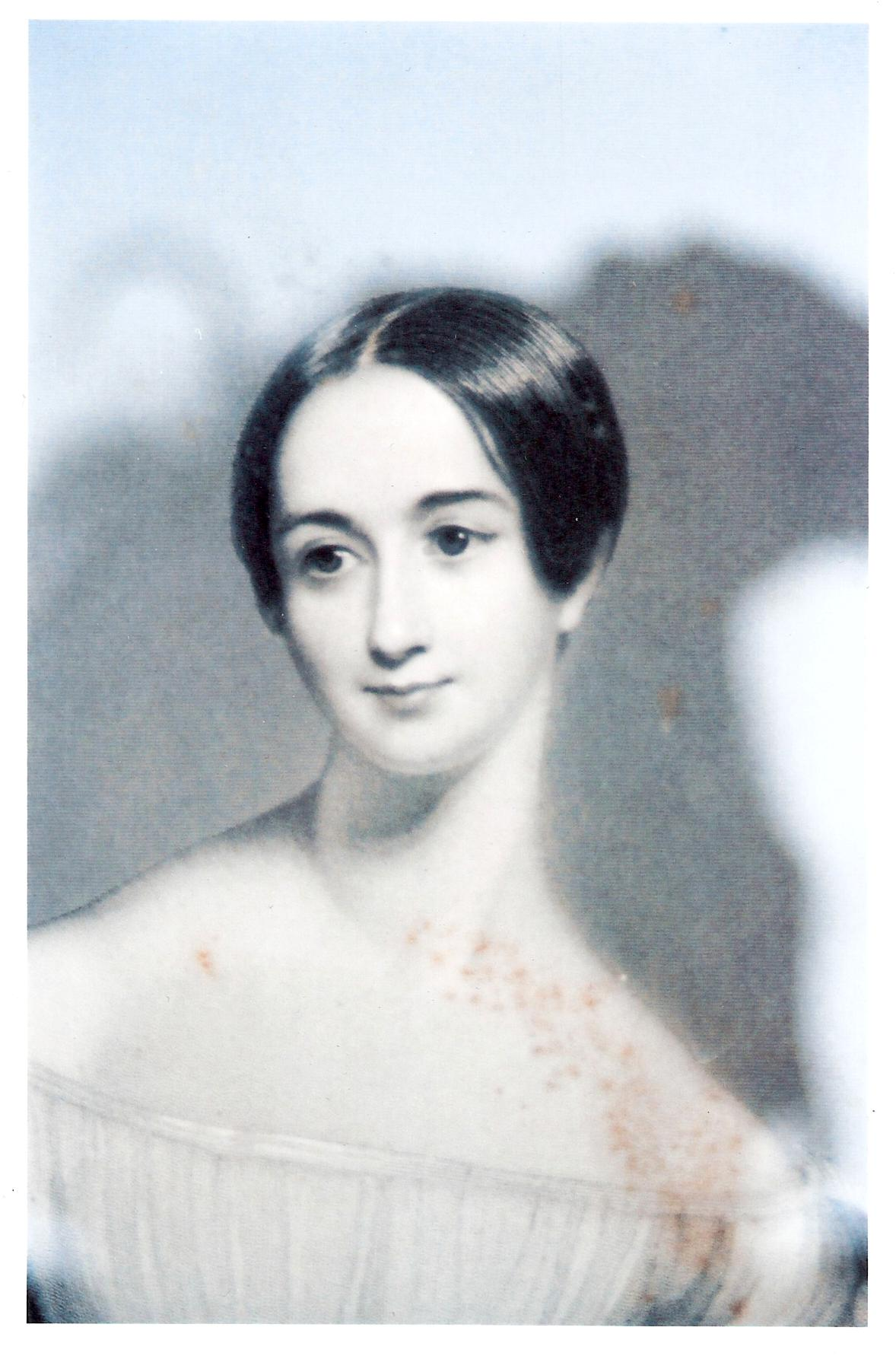
Elizabeth, hija única de Bates, esposa del ministro belga Sylvain Van de Weyer. Grabado después de un retrato por Thomas Sully.

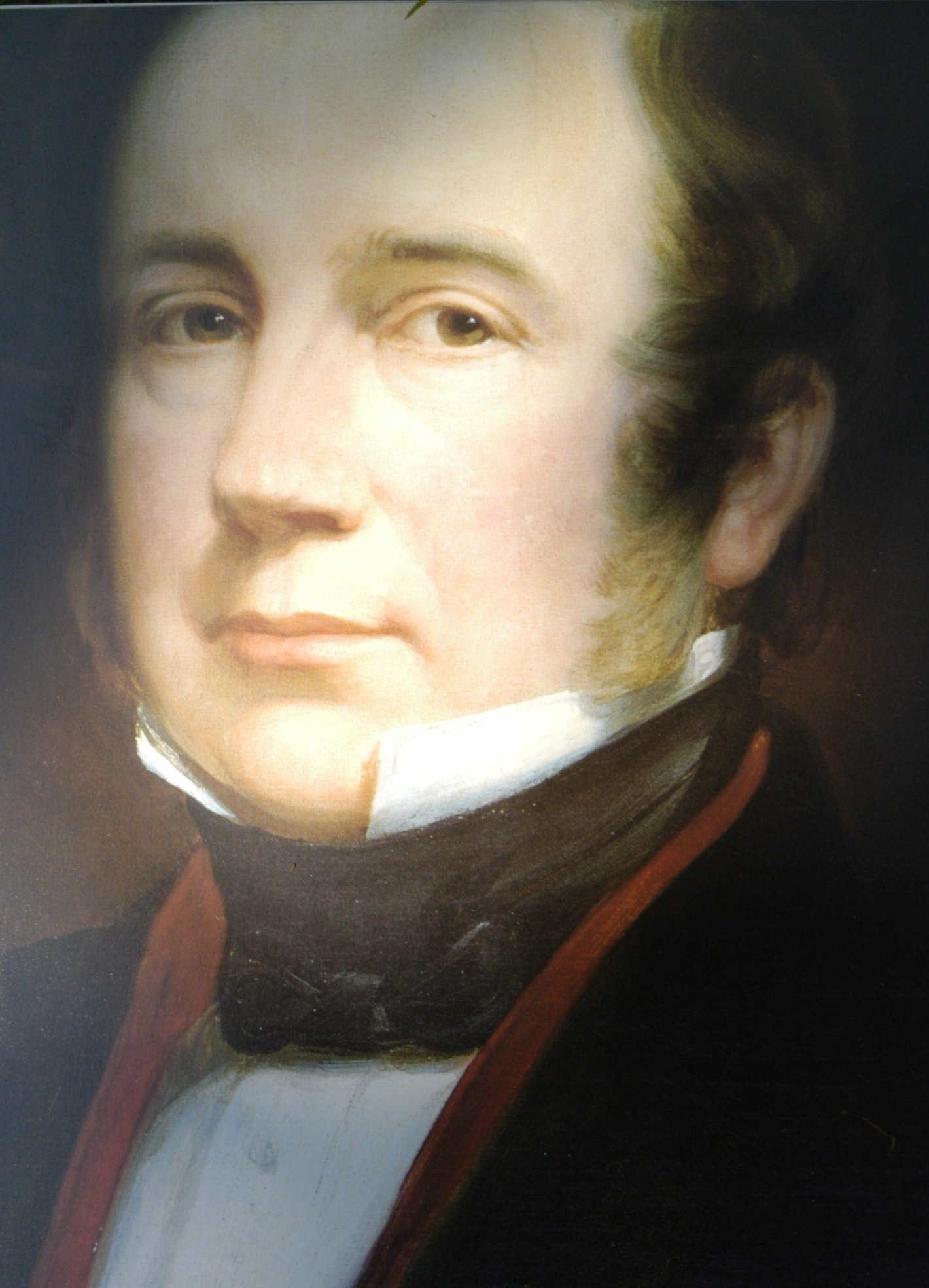
Parte de un retrato de Bates, por un artista desconocido, 1820s.